# 萨兹雷
萨兹雷（法語：Sazeret，法語發音：[sazʁɛ]）是法国阿列省的一个市镇，位于该省中部偏西南，属于蒙吕松区。

## 地理
萨兹雷（46°20'22"N, 2°57'21"E）面积17.94 平方千米，位于法国奥弗涅-罗讷-阿尔卑斯大区阿列省，该省份为法国中部省份，北起涅夫勒省、西北接谢尔省，西南至克勒兹省，南至多姆山省，东南临卢瓦尔省，东临索恩-卢瓦尔省。
与萨兹雷接壤的市镇（或旧市镇、城区）包括：沙普、德谢斯、蒙马罗、圣博内德富尔、圣马塞尔昂米拉、圣普列斯特昂米拉、武萨克。

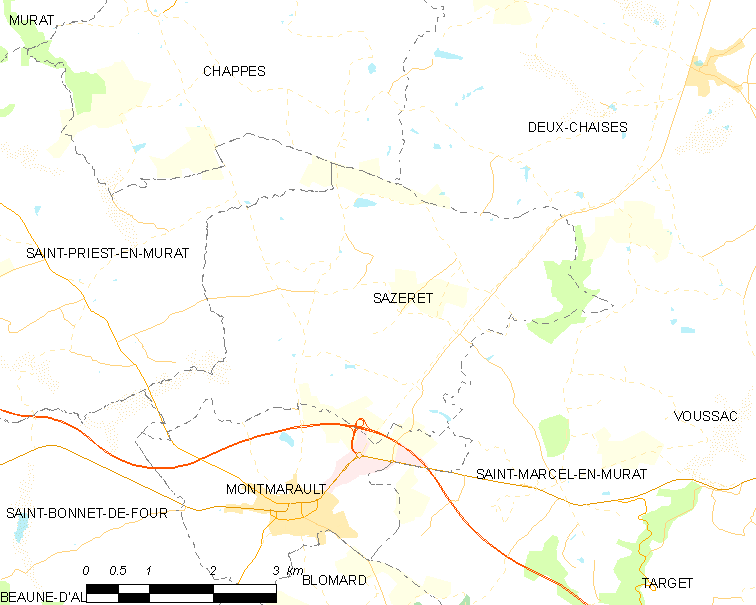
萨兹雷的OSM定位图

萨兹雷的时区为UTC+01:00、UTC+02:00（夏令时）。

## 行政
萨兹雷的邮政编码为03390，INSEE市镇编码为03270。

## 政治
萨兹雷所属的省级选区为科芒特里县。

## 人口

1962-2008年间萨兹雷人口变化图示

萨兹雷于2022年1月1日时的人口数量为140人。